# Phlomis megalantha
Phlomis megalantha là một loài thực vật có hoa trong họ Hoa môi. Loài này được Diels miêu tả khoa học đầu tiên năm 1905.